# لاریسا اولینیک
لاریسا اولینیک (انگلیسی: Larisa Oleynik؛ زادهٔ ۷ ژوئن ۱۹۸۱) هنرپیشه اهل ایالات متحده آمریکا است. وی از سال ۱۹۹۳ میلادی تاکنون مشغول فعالیت بوده‌است.

## گزیده فیلمشناسی
از فیلم‌ها یا برنامه‌های تلویزیونی که وی در آن نقش داشته‌است می‌توان به آثار زیر اشاره کرد.
- شاهدخت قو (۱۹۹۴)
- ۱۰ چیز درباره تو که ازشان متنفرم (۱۹۹۹)
- راپسودی آمریکایی (۲۰۰۱)
- پزشک دهکده (۱۹۹۳)
- تمام این‌ها (۱۹۹۵)
- گروه پرستاران بچه (۱۹۹۵)
- ۱۰۰ دختر (۲۰۰۰)
- دنیای مالکوم (۲۰۰۵)
- غیب‌گو (مجموعه تلویزیونی) (۲۰۰۹)
- مد من (۲۰۱۰–۲۰۱۵)
- هاوایی فایو-زیرو (۲۰۱۱–۲۰۱۴)
- نسبتاً قانونی (۲۰۱۲)
- دروغ‌گوهای کوچک زیبا (۲۰۱۲–۲۰۱۴)
- وینکس کلاب (۲۰۱۲–۲۰۱۴)
- بابای آمریکایی! (۲۰۱۳)
- دارای هستی (مجموعه تلویزیونی) (۲۰۱۴)